# Diêu Bối Na
Diêu Bối Na (chữ Hán: 姚貝娜; 26 tháng 9 năm 1981 – 16 tháng 1 năm 2015) là một ca sĩ người Trung Quốc, dưới sự quản lý của công ty Hoa Nghị huynh đệ. Cô tốt nghiệp Học viện âm nhạc Trung Quốc.
Trong hai năm 2007 và năm 2010, cô đều tham gia vào lễ hội mùa xuân Gala CCTV. Năm 2008, cô tham gia cuộc CCTV ca sĩ trẻ TV Grand Prix và giành được giải nhất; cùng năm cô vinh dự tham gia lẽ bế mạc Olympic Bắc Kinh. Tháng 1 năm 2015, căn bệnh ung thư vú trên cơ thể cô đã di căn lên não và phổi, cô được điều trị và chăm sóc đặc biệt tại Bệnh viện đại học Bắc Kinh (đặt tại Thâm Quyến). Đến 16:55 PM ngày 16 tháng 1 năm 2015 thì cô mất, hưởng dương 33 tuổi.
Diêu Bối Na trong khi nhập viện đã tự nguyện đăng ký hiến tặng giác mạc cho bệnh nhân nghèo. Khoảng 19 giờ 30 phút, Diêu Bối Na cuối cùng cũng đã phẫu thuật giác mạc, giác mạc của cô đã được tặng cho hai bệnh nhân Thâm Quyến và Thành Đô. Buổi tối ngày 2 tháng 4 năm 2015, lễ tưởng niệm Diêu Bối Na được tổ chức tại Bắc Kinh 751 Arts Plaza. Ngày 9 tháng 4 năm 2015, theo Hiệp hội Thiên văn Quốc tế (IAU) đã công bố ngày 4 tháng 4 năm 2015, tiểu hành tinh MPC93071 trong số 41.981 tiểu hành tinh được đặt tên là Yao Beina (Diêu Bối Na).

## Tiểu sử
Diêu Bối Na sinh ra trong một gia đình có truyền thống âm nhạc ở thành phố Vũ Hán, tỉnh Hồ Bắc. Cha cô là Diêu Phong (姚峰) - một nhà âm nhạc nổi tiếng, là Chủ tịch của Hiệp hội âm nhạc ở Thâm Quyến, một phó giáo sư của Học viện Âm nhạc tại Vũ Hán, hiện là phó chủ tịch Hiệp hội nhạc sĩ ở Quảng Đông. Mẹ là Lý Minh Tâm (李信敏) - một diễn viên ca hát, tốt nghiệp từ Nhạc viện Vũ Hán năm 1977 và các lớp học chuyên về điện ảnh. Gia đình chính là sự ảnh hưởng lớn nhất đối với con đường nghệ thuật của cô sau này, cô bắt đầu học đàn piano từ lúc 4 tuổi.
Năm 2000, cô được nhận vào hát tại Học viên Âm nhạc Quốc gia Trung Quốc, khoa Opera và tốt nghiệp năm 2004.

## Sự nghiệp
Là một ca sĩ nhạc Pop, Diêu Bối Na có một kinh nghiệm gần như hoàn hảo. Lớn lên trong một gia đình nghệ thuật, cô từng làm việc đoàn văn công quân đội Giải phóng nhân dân của Cục chính trị Hải quân, sau khi tốt nghiệp thì cô được nhận vào China Conservatory of Music.
Năm 2009, cô rời khỏi đoàn và ký kết với một nhãn hiệu là Nhạc sào âm thượng (乐巢音尚). Sau khi buổi hòa nhạc của cô diễn ra ở Thành Đô kết thúc vào năm 2010, cô phát hành album Diêu Bối Na. Các bài hát chủ yếu là do cô sáng tác và nhận được nhiều lời khen ngợi rông rãi. Cô gây được ấn tượng với Lưu Hoan và và được mời hát các bài hát chủ đề của bộ phim truyền hình Hậu cung Chân Hoàn truyện, một trong những bước tiến khiến tên tuổi của cô được biết đến rộng rãi. Diêu Bối Na trở nên nổi tiếng với công chúng sau khi cô đã thực hiện một loạt các ca khúc cho bộ phim truyền hình Hậu cung Chân Hoàn truyện, trong năm 2012.
Trong cùng năm đó, Diêu Bối Na đã được đạo diễn nổi tiếng Phùng Tiểu Cường mời để hát bài hát chủ đề The River of Life ("生命 的 河") của bộ phim Back to 1942. Cô còn được mời hát ca khúc "Họa Tình" trong bộ phim Painted Skin 2: The Resurrection, bộ phim trong nước có doanh thu cao nhất ở Trung Quốc. Sau khi cô biểu diễn trong buổi ra mắt toàn cầu của bộ phim, ca khúc lập tức trở thành bản hit của năm. Tính đến năm 2012, cô đã có những bài hát trong 60 phim truyền hình và phim ảnh, và tham gia hai lần trong gala CCTV Lễ hội mùa xuân (2007 và 2010).
Vào giữa năm 2013, với danh tiếng của cô tăng lên và thu hút một số lượng người hâm mộ, cô đã tham gia vào các Tài năng Thực tế The Voice của Trung Quốc và nhận được sự công nhận lớn từ ban giám khảo của chương trình. Chương trình đã giúp tên của cô trở thành cụm từ tìm kiếm nhiều nhất trực tuyến ở Trung Quốc. Diêu Bối Na của mỗi sự xuất hiện trong các chương trình tài năng được ý kiến rộng rãi trên mạng, với một số ca ngợi khả năng ca hát nổi bật của cô và một số đào sâu vào cuộc sống của cô.
Nhìn lại kinh nghiệm của mình trong vài năm qua, Diêu Bối Na cho biết các chương trình Tài năng Thực tế là có giá trị nhất  của cô, bởi nó đã giúp cô trở nên nổi tiếng. Trước khi các chương trình tài năng, người ta chỉ biết cô là "một người đã hát nhạc nền cho Hậu cung Chân Hoàn truyện". Quan trọng hơn, những thách thức và nước mắt trong cuộc thi tài năng đã khiến cô quyết tâm hơn và mạnh mẽ hơn, và dạy cô làm thế nào để dũng cảm đối mặt với tỷ lệ cược trong cuộc sống.
Những ca khúc Diêu Bối Na trình diễn trong The Voice：
| Ngày                     | Round                                | Bài hát                            | Original Artist    |
| ------------------------ | ------------------------------------ | ---------------------------------- | ------------------ |
| ngày 13 tháng 7 năm 2013 | Blind Auditions                      | Maybe Tomorrow (也许明天)          | A-mei              |
| ngày 16 tháng 8 năm 2013 | The Battle of Team Na Ying           | Reflection (自己,feat Lin Yu-chun) | Christina Aguilera |
| ngày 13 tháng 9 năm 2013 | The Knockouts of Team Na Ying        | Maybe still (也许在)               | Sun Nan            |
| ngày 20 tháng 9 năm 2013 | The playoffs of Team Na Ying Round 1 | Hold (把握）                       | Su Rui             |
| ngày 20 tháng 9 năm 2013 | The playoffs of Team Na Ying Round 2 | Dear Friend                        | Shun Zi            |
| ngày 20 tháng 9 năm 2013 | The playoffs of Team Na Ying Round 3 | All By Myself                      | Celine Dion        |

Do sự thành công rất lớn trong The Voice, Diêu Bối Na biểu diễn thứ ba trong CCTV Spring Festival Gala và thời gian này, có một cơ hội độc tấu biểu diễn đêm chung kết Gala CCTV năm mới trước khi năm mới sắp tới. Diêu Bối Na trở thành ca sĩ solo nhạc pop đầu tiên hát ở khoảng thời gian này trong Gala. Một cuộc khảo sát trực tuyến CCTV cho thấy, các bài hát của Diêu Bối Na đứng đầu danh sách biểu diễn yêu thích của khán giả trong Spring Festival Gala năm 2014. Cô cũng đã đạt được sự công nhận từ Disney và hát Let It Go phiên bản pop bằng tiếng phổ thông Trung Quốc cho bộ phim Frozen. Phiên bản của cô đã sớm thành hit qua hàng trăm triệu lần nghe ở Trung Quốc vào năm 2014.
Năm 2014 là năm của Diêu Bối Na. Đối với các doanh đầy hứa hẹn và danh tiếng của Một nửa của tôi (二分之一的我), cô đã giành được nhiều  bình chọn và giải thưởng, trong đó có The Artist tuyệt vời nhất, The Debut tuyệt vời nhất, The Song tuyệt vời nhất, Ca sĩ xuất sắc nhất. Vào ngày 26 tháng 4 năm 2014, cô đã được bình chọn giọng ca nữ xuất sắc nhất trong lễ trao giải Charts MusicRadio Trung Quốc TOP, đó là giải thưởng có thẩm quyền nhất trong Mandopop. Cô bao gồm hai bài hát, Căng trì (矜持) và "Chí thiểu hoàn hữu nị (至少还有你). Hai bài hát nhanh chóng trở thành hit trong trang web âm nhạc Trung Quốc.  Cô cũng đã được chọn là đại sứ hình ảnh của Lancôme vào mùa hè năm 2014.
Trong mùa thu, Diêu Bối Na đã được mời tham dự lễ kỷ niệm lần thứ 60 của Đại học Truyền thông Trung Quốc và sau đó cô tổ chức một buổi hòa nhạc tại Đại học Nông nghiệp Sơn Tây. Ngày 10 Tháng 10 năm 2014, Bella biểu diễn trên sân khấu của Trung Quốc truyền hình giải Kim Mã với Lưu Hoan, người tiên phong thời hiện đại của Trung Quốc Eagle trong âm nhạc pop và được coi là vua nhạc pop của Trung Quốc. Cũng trong tháng đó, Diêu Bối Na đã tham gia vào chương trình thực tế âm nhạc Hi Song, thực hiện bài Cá ("鱼"). Bài hát này được hit hơn 50 triệu lần nghe trong 3 ngày. Và đây là bài hát cô biểu diễn trực tiếp cuối cùng trong cuộc đời ngắn ngủi của mình. Cô đánh rơi cơ hội để hợp tác với Hyorin hát "Để cho nó đi" bằng tiếng phổ thông Trung Quốc và Hàn Quốc do vấn đề sức khỏe.

## Cuộc chiến với căn bệnh ung thư
Diêu Bối Na đã được chẩn đoán mắc bệnh ung thư vú vào năm 2011. Sau đó, cô đã trải qua phẫu thuật, hóa trị liệu và phương pháp điều trị thẩm mỹ. Vào tháng 9 năm 2013, Diêu Bối Na đã được mời trở thành đại sứ hình ảnh cho Trung Quốc Pink Ribbon Campaign nhằm nâng cao nhận thức về bệnh ung thư vú. Là một bệnh nhân đang sống sót với chính ung thư vú, cô được coi là phù hợp nhất cho bài viết.
Trong tháng 12 năm đó, Diêu Bối Na phát hành các bài hát, trong đó mô tả cuộc đấu tranh và đau khi cô được chẩn đoán bị ung thư vú vào năm 2011 ở tuổi 30. Bài viết ghi rằng: "Nếu bạn không bao giờ khóc giữa đêm như cô ấy, bạn sẽ không bao giờ đủ điều kiện để nói về số phận... đừng hỏi tôi tại sao, bởi vì tôi đã chiến đấu với ma quỷ nhiều lần". May mắn thay, Diêu Bối Na sống sót, nhưng chi phí cao. Cô trải qua một phẫu thuật và đã loại bỏ vú trái của cô. "Đó là một lựa chọn khôn ngoan nếu bạn phải đối mặt với hiện thực và dũng cảm chiến đấu và ung thư thất bại", Diêu Bối Na nói. Sau khi phẫu thuật, Diêu Bối Na nhận được hóa trị, trong thời gian đó cô đã thực hiện các bài hát cho Chân Hoàn truyện.
Diêu Bối Na hy vọng câu chuyện của cô và bài hát của cô có thể mang lại hy vọng cho những người mắc bệnh ung thư vú. "Tôi hy vọng tôi có thể mang lại sức mạnh cho người dân và thúc đẩy sự tự tin của họ với những bài hát của tôi," cô nói. Bởi vì kinh nghiệm cá nhân của mình, Diêu Bối Na có một sự hiểu biết vững chắc của sự sợ hãi và nỗi đau mà các bệnh nhân ung thư vú bị, cả về thể chất và tâm lý. Sau khi hồi phục, Diêu Bối Na tham gia chiến dịch Pink Ribbon để nâng cao nhận thức về phòng ngừa và điều trị ung thư vú.
Như là truyền thống với chiến dịch này, đại sứ hình ảnh của mình cần phải làm poster ngực trần để nhắc nhở phụ nữ để chăm sóc cơ thể của họ và nâng cao nhận thức của công chúng về sức khỏe vú của phụ nữ. Tác động nội tạng khi nhìn thấy một người phụ nữ với một vú bị cắt bỏ, đặc biệt là trong thời đại bão hòa trong hình ảnh của xác thịt nữ biến thành hàng hoá, đã được chứng minh là một phương pháp gây sốc thành công để nâng cao nhận thức, trong số cả nam giới và phụ nữ. Lớn lên trong một xã hội tương đối bảo thủ, Diêu Bối Na ban đầu cảm thấy lo lắng, nhưng sau đó thoải mái sau khi suy nghĩ về đưa nạn nhân can đảm làm như vậy. Vào mùa thu năm 2013, áp phích của Diêu Bối Na được đăng trên toàn quốc, và thông qua các áp phích cô muốn gửi thông điệp:"Bạn có thể giành chiến thắng trong cuộc chiến chống lại bệnh ung thư vú".
Vào tháng 9 năm đó, cô đã đến thăm bệnh nhân tại Bệnh viện Ung thư Bắc Kinh. Cùng với việc khuyến khích họ, Diêu Bối Na cũng đã nói chuyện với các thành viên của Hiệp hội Ung thư Phục hồi chức năng Bắc Kinh. Thông qua những nỗ lực này, Diêu Bối Na muốn mọi người biết rằng, "Khi phải đối mặt với căn bệnh ung thư, bạn không có lựa chọn nào khác hơn là để đánh bại nó."
Mặt khác, Diêu Bối Na hiểu rằng nhiều người bị ung thư vú lo sợ rằng họ có thể bị mất bộ ngực của họ. Với những kinh nghiệm cá nhân của mình, Diêu Bối Na cho họ thấy rằng phẫu thuật ung thư vú sẽ không gây ra thiệt hại nhiều hơn so với các bệnh ung thư, và giúp đỡ để thuyết phục họ chọn liệu pháp điều trị thích hợp theo lời khuyên của bác sĩ. Là một người lạc quan, Diêu Bối Na hy vọng sẽ tiếp tục đóng góp bất cứ điều gì có thể để cung cấp cho các nạn nhân ung thư sức mạnh để phục hồi và tồn tại.
Trong tháng 12 năm 2014, chứng ung thư của Diêu Bối Na tái phát và tình trạng của cô được báo cáo là đã trở nên tồi tệ. Ngày 15 tháng 1 năm 2015, Diêu Bối Na qua đời một ngày sau đó ở Thâm Quyến, Quảng Đông, tuổi từ 33. Theo mong muốn của mình, giác mạc của cô đã tặng cho hai người nhận tại Thâm Quyến và Thành Đô. Một lễ tưởng niệm của cô đã được tổ chức vào ngày 20 tháng Giêng. Album tưởng niệm của cô là Forever (永存), được sản xuất bởi Lưu Gia Xương, người chịu trách nhiệm cho sự thành công của Đặng Lệ Quân.
Tro của cô được chôn cất vào ngày 4 tháng 9 trong công viên Shimenfeng Memorial nơi cô sinh ra, thành phố Vũ Hán, Trung Quốc, trước khi phát hành album tưởng niệm thứ 2 Proud (天生骄傲). Nó được phát hành vào ngày kỷ niệm sinh nhật của Diêu Bối Na (tức ngày 26 tháng 9) và các lễ kỷ niệm trở về quê hương của cô. Album này là một trong những album bán chạy nhất trong danh sách năm của Jingdong Mall.
Album tưởng niệm tiếp theo của cô, Glory (风光), được phát hành vào ngày 16 tháng 1 năm 2016.

## Tiểu hành tinh mang tên " Diêu Bối Na''
Ngày 9 tháng 4 năm 2015, theo tin tức phát hành bởi NASA, các tiểu hành tinh 41.981 được đặt theo tên Diêu Bối Na, tức Yao Beina. Tiểu hành tinh được phát hiện bởi William Kwong Yu Yeung (Dương Quang Vũ; 楊光宇) vào năm 2000, một nhà thiên văn nghiệp dư đến từ Hồng Kông. 
Liên minh Quốc tế Thiên văn học (IAU) đặt tên cho tiểu hành tinh Yaobeina, được đề xuất bởi Yang để tưởng nhớ đến các ca sĩ. NASA mô tả Yao Beina trong trang web của mình như: "Yaobeina (1981-2015) là một ca sĩ Trung Quốc tài năng và dũng cảm, người đã giành được nhiều giải thưởng cho người Trung Quốc thực hiện tốt nhất bài hát pop. Một trong những bài hát nổi tiếng của Yao, "Trái tim lửa", đã về phản ánh về trận chiến với ung thư vú.

## Giải thưởng âm nhạc
| Năm  | Giải thưởng                                 | Hạng mục                            | Đề cử                       | Kết quả   |
| ---- | ------------------------------------------- | ----------------------------------- | --------------------------- | --------- |
| 2008 | CCTV-MTV Music Awards                       | Most Popular and Potential Vocalist | Diêu Bối Na                 | Đoạt giải |
| 2010 | Chinese Song Chart-Beijing Pop Music Awards | Best Female Vocalist                | Diêu Bối Na                 | Đề cử     |
| 2010 | CCTV-MTV Music Awards                       | Best New Vocalist                   | Diêu Bối Na                 | Đề cử     |
| 2013 | TV Drama Awards Made in China               | Most Popular Female Vocalist        | Diêu Bối Na                 | Đoạt giải |
| 2013 | Top Chinese Music Awards                    | Best EP                             | Half of Me （二分之一的我） | Đoạt giải |
| 2013 | Female Model Prize                          | Personal                            | Diêu Bối Na                 | Đoạt giải |
| 2013 | Tencent Weibo Awards                        | Most Popular Female Vocalist        | Diêu Bối Na                 | Đoạt giải |
| 2013 | Sina Weibo Awards                           | Most Popular Female Vocalist        | Diêu Bối Na                 | Đoạt giải |
| 2014 | CCTV New Year's Gala Awards                 | Most Popular live performance       | "天耀中华"                  | Đoạt giải |
| 2014 | MusicRadio China TOP Charts Awards          | Best Female Vocalist                | Diêu Bối Na                 | Đoạt giải |
| 2014 | MusicRadio China TOP Charts Awards          | Top 10 Gold Songs                   | Fire of the Heart（心火）   | Đoạt giải |
| 2015 | Huading Awards                              | Most Popular Female Vocalist        | Diêu Bối Na                 | Đoạt giải |

## Tác phẩm âm nhạc

### Album

###### 永存 / Tồn Tại Mãi Mãi
1. 坦诚 / Thẳng Thắn
2. 雾 / Sương Mù
3. 无奈的四季 / Bốn Mùa Đành Vậy
4. 笔勾销 / Phủ Nhận Tất Cả
5. 你真酷 / Anh Thật Tàn Nhẫn
6. 连心 / Liên Tâm
7. 开瓶 / Mở Bình
8. 靠自己 / Dựa Vào Chính Mình
9. 所以才 / Cho Nên Mới
10. 慈恩 / Ơn Mẹ
11. 昨夜的雨 / Mưa Đêm Qua

###### 姚贝娜/ Diêu Bối Na
1. 小头发/ Mái Tóc Nhỏ
2. 如果我们没有遇见/ Nếu Như Chúng Ta Không Gặp nhau
3. 梦里开的花/ Nở Hoa Trong Mơ
4. 我要的很简单/ Em Cần Rất Đơn Giản
5. 莲/ Sen
6. 不聪明/ Không Thông Minh
7. 一生花/ Hoa Một Đời
8. 睡着了的云/ Đóa Mây Ngủ Mất
9. 只因为爱/ Chỉ Bởi Vì Yêu
10. 一声忧伤(听)/ Một Tiếng Sầu Thương (Nghe)
11. 可以不可以/ Có Thể Không

###### 1/2的我 / Một Nửa Trong Tôi
1. 心火 / Tâm Hỏa
2. 不唱情歌 / Bất Xướng Tình Ca
3. 爱无反顾 / Yêu Đừng Nhìn Lại
4. 战争世界 / Thế giới Chiến tranh

###### 前任攻略 (主題曲) / Ex File/ Tiền Nhiệm Đột Kích OST
1. 那个女孩 / That Girl / Người Con Gái ấy
2. 矜持 / Jin Chi / Thận Trọng

###### 天生骄傲 / Trời Sinh Cao Ngạo
1. 戒指 / Chiếc Nhẫn
2. 光 / Ánh Sáng
3. 两个你 / Hai Người
4. 如果没有你 / Nếu Như Không Có Anh
5. 迷恋 / Mê Luyến
6. 路 / Con Đường
7. 时间都去哪儿了 / Thời Gian Ơi, Đi Đâu Mất Rồi
8. 随它吧 / Let It Go
9. 3.12
10. 12.18
11. Mr意外 / Mr Ngoại Ý